# Miloš Krstić
Pour les articles homonymes, voir Krstić.
Miloš Krstić (en serbe cyrillique : Милош Крстић) est un footballeur serbe né le 7 mars 1987 à Svrljig en Serbie. 
Il joue au poste de milieu de terrain offensif.

## Biographie
Krstić commence sa carrière au FK Rad Belgrade. Il arrive à l'Olympique de Marseille (OM) durant l'été 2007, après un essai durant lequel il apparaît comme prometteur. Il fait sa première apparition sur une feuille de match en L1 lors du match AS Saint-Étienne - Marseille, le 6 octobre 2007, comptant pour la 10e journée de L1, sans toutefois entrer en jeu. Lors des matches de préparations de la saison 2008/09, Krstić rentre régulièrement en prouvant qu'il a un bon toucher de balle et une bonne qualité de passe. Faisant de très bonnes prestations avec la réserve, le 29 octobre 2008, il est appelé par Eric Gerets pour pallier les absences de Cheyrou, Kaboré et Niang contre le FC Nantes, sans toutefois rentrer en jeu. Lors du début de la saison 2008-2009, il est titulaire dans la réserve du club en CFA 2.
Le 31 janvier 2009, Krstić est prêté en Ligue 2 à l'AC Ajaccio pour gagner du temps de jeu. Le 20 août 2009, un an avant le terme de son contrat il est libéré par l'OM qui ne souhaite plus le conserver. Quelques jours plus tard il retourne en Serbie et rejoint l'OFK Belgrade.

## Carrière
| Saison      | Club         | Pays              | Championnat        | Coupes nationales | Coupes d’Europe  | Sélection Serbie |
| ----------- | ------------ | ----------------- | ------------------ | ----------------- | ---------------- | ---------------- |
| 2005 - 2006 | Rad Belgrade | Prva Liga         | 4 matchs           | -                 | -                | -                |
| 2006 - 2007 | Rad Belgrade | Prva Liga         | 35 matchs / 5 buts | -                 | -                | -                |
| 2007 - 2008 | Marseille    | Ligue 1           | -                  | -                 | -                | -                |
| 2008 - 2009 | Marseille    | Ligue 1           | -                  | -                 | -                | -                |
| 2008 - 2009 | AC Ajaccio   | Ligue 2           | 7 matchs           | 1 match           | -                | -                |
| 2009 - 2010 | OFK Belgrade | Super Liga Srbije | 18 matchs / 3 buts | -                 | -                | -                |
| 2010 - 2011 | OFK Belgrade | Super Liga Srbije | 13 matchs          | -                 | 4 matchs / 1 but | -                |

Dernière mise à jour le 17 février 2011